# Вартоп (Алба)
Вартоп (рум. Vârtop) насеље је у Румунији у округу Алба у општини Рошија Монтана. Oпштина се налази на надморској висини од 831 m.

## Становништво
Према подацима из 2002. године у насељу је живело 157 становника, од којих су сви румунске националности.